# Challenger de Oeiras 2022
El torneo Open de Oeiras 2022 fue un torneo de tenis perteneció al ATP Challenger Tour 2022 en la categoría Challenger 80. Se trató de la 5ª edición; el torneo tuvo lugar en la ciudad de Oeiras (Portugal), desde el 28 de marzo hasta el 4 de abril de 2022 sobre pista de tierra batida al aire libre.

## Jugadores participantes del cuadro de individuales
| Favorito | País                       | Jugador              | Rank1 | Posición en el torneo |
| -------- | -------------------------- | -------------------- | ----- | --------------------- |
| 1        | Bandera de Francia         | Benoît Paire         | 49    | Baja                  |
| 2        | Bandera de Italia          | Gianluca Mager       | 99    | Primera ronda, retiro |
| 3        | Bandera de Italia          | Stefano Travaglia    | 113   | Segunda ronda         |
| 4        | Bandera de Brasil          | Thiago Monteiro      | 116   | Cuartos de final      |
| 5        | Bandera de República Checa | Zdeněk Kolář         | 137   | Segunda ronda         |
| 6        | Bandera de Portugal        | Nuno Borges          | 150   | Semifinales           |
| 7        | Bandera de República Checa | Vít Kopřiva          | 164   | Cuartos de final      |
| 8        | Bandera de Italia          | Alessandro Giannessi | 174   | Semifinales           |

- 1 Se ha tomado en cuenta el ranking del 21 de marzo de 2022.

### Otros participantes
Los siguientes jugadores recibieron una invitación (wild card), por lo tanto ingresan directamente al cuadro principal (WC):
- Pedro Araújo
- Tiago Cação
- João Domingues

Los siguientes jugadores ingresan al cuadro principal tras disputar el cuadro clasificatorio (Q):
- Luciano Darderi
- Lucas Gerch
- Ergi Kırkın
- Matthieu Perchicot
- Noah Rubin
- Alex Rybakov

## Campeones

### Individual Masculino
- Gastão Elias derrotó en la final a  Nino Serdarušić, 6–3, 6–4

### Dobles Masculino
- Nuno Borges /  Francisco Cabral derrotaron en la final a  Sanjar Fayziev /  Markos Kalovelonis, 6–3, 6–0